# Шлюпи типу «Бріджвотер»
Шлюпи типу «Бріджвотер» (англ. Bridgewater-class sloop) — клас військових кораблів з 2 шлюпів, випущених британською суднобудівельною компанією Hawthorn Leslie and Company у Геббурні в 1929 році на заміну шлюпам «Флавер». Шлюпи цього типу перебували на озброєнні ескортних сил Королівського військово-морського флоту Великої Британії і активно діяли в ході бойових дій Другої світової війни.

## Шлюпи типу «Бріджвотер»
| № | Корабель     | Номер вимпелу | На честь   | Закладено     | Спущено         | У строю         | Статус                                |
| - | ------------ | ------------- | ---------- | ------------- | --------------- | --------------- | ------------------------------------- |
| 1 | «Бріджвотер» | L01/U01       | Бріджвотер | 6 лютого 1928 | 14 вересня 1928 | 14 березня 1929 | 22 травня 1947 року проданий на брухт |
| 2 | «Сендвіч»    | L12/U12       | Сендвіч    | 9 лютого 1928 | 29 вересня 1928 | 23 березня 1929 | 8 січня 1946 року проданий на брухт   |